# Heteropoda jugulans
Heteropoda jugulans är en spindelart som först beskrevs av Ludwig Carl Christian Koch 1876.  Heteropoda jugulans ingår i släktet Heteropoda och familjen jättekrabbspindlar.
Artens utbredningsområde är Queensland. Inga underarter finns listade i Catalogue of Life.